# Gandu (Mlarak)
Gandu is een bestuurslaag in het regentschap Ponorogo van de provincie Oost-Java, Indonesië. Gandu telt 2259 inwoners (volkstelling 2010).